# Ą̄́
Ą̄́ (minuscule : ą̄́), appelé A macron accent aigu ogonek, est une lettre latine utilisée dans l’écriture du kaska.
Il s’agit de la lettre A diacritée d’un macron, d’un accent aigu et d’un ogonek.

## Représentations informatiques
Le A macron accent aigu ogonek peut être représenté avec les caractères Unicode suivants : 
- composé et normalisé NFC (latin étendu A, diacritiques) :

| formes    | représentations | chaînes de caractères | points de code       | descriptions                                                                |
| --------- | --------------- | --------------------- | -------------------- | --------------------------------------------------------------------------- |
| capitale  | Ą̄́               | Ą◌̄◌́                   | U+0104 U+0304 U+0301 | lettre majuscule latine a ogonek diacritique macron diacritique accent aigu |
| minuscule | ą̄́               | ą◌̄◌́                   | U+0105 U+0304 U+0301 | lettre minuscule latine a ogonek diacritique macron diacritique accent aigu |

- décomposé et normalisé NFD (latin de base, diacritiques) :

| formes    | représentations | chaînes de caractères | points de code              | descriptions                                                                            |
| --------- | --------------- | --------------------- | --------------------------- | --------------------------------------------------------------------------------------- |
| capitale  | Ą̄́               | A◌̨◌̄◌́                  | U+0041 U+0328 U+0304 U+0301 | lettre majuscule latine a diacritique ogonek diacritique macron diacritique accent aigu |
| minuscule | ą̄́               | a◌̨◌̄◌́                  | U+0061 U+0328 U+0304 U+0301 | lettre minuscule latine a diacritique ogonek diacritique macron diacritique accent aigu |